# Grada Kilomba

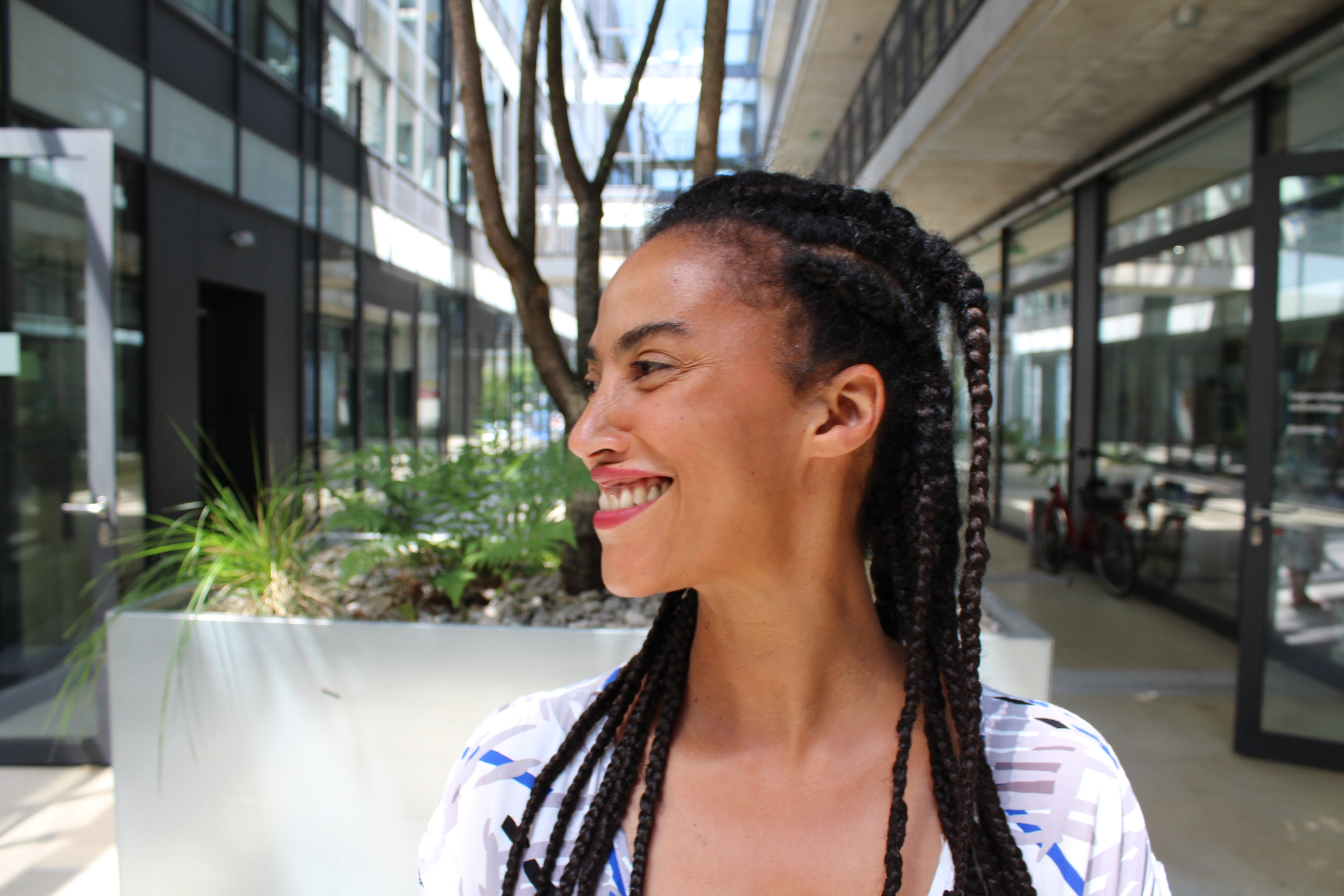
Grada Kilomba, 2016

Grada Kilomba (auch Grada Kilomba-Ferreira; * 1968 in Lissabon) ist eine portugiesische Autorin, Psychologin und interdisziplinäre Künstlerin, die sich in ihren Arbeiten kritisch mit Erinnerung, Trauma, Geschlecht, Rassismus und Postkolonialismus befasst. Sie arbeitet mit verschiedenen Formaten, von Text über szenische Lesung und Performance und verknüpft akademische und lyrische Erzählung. Im Jahr 2012 war sie Gast-Professorin für Gender Studies und Postcolonial Studies an der Humboldt-Universität zu Berlin. 2024 lehrte sie im Rahmen der Angela Davis Gastprofessur an der Goethe-Universität Frankfurt.

## Leben
Mit Wurzeln auf den westafrikanischen Inseln São Tomé und Príncipe und in Angola, wurde Grada Kilomba in Lissabon geboren. Dort studierte sie Klinische Psychologie und Psychoanalyse am Instituto de Psicologia Aplicada (ISPA). Während ihrer Tätigkeit als Psychologin in Portugal arbeitete sie in der Psychiatrie mit kriegstraumatisierten Menschen aus Angola und Mosambik und initiierte diverse künstlerische und therapeutische Projekte zu den Themen Trauma und Erinnerung sowie zu den Arbeiten von Frantz Fanon. Als Stipendiatin der Heinrich-Böll-Stiftung promovierte Grada Kilomba an der Freien Universität Berlin, wo sie als Gastdozentin arbeitete.
Von 2009 bis 2010 war sie Fellow am Berlin Institute for Cultural Inquiry. In den Folgejahren lehrte sie Postkoloniale Studien, Psychoanalyse und das Werk von Frantz Fanon an verschiedenen Universitäten, u. a. an der Freien Universität Berlin, der Universität Bielefeld und der University of Ghana in Accra. 2012 war sie Professorin für Gender Studies und Postcolonial Studies an der Humboldt-Universität zu Berlin. Dort forschte sie u. a. zum Thema afrikanische Diaspora und lehrte zu den Themenschwerpunkten ‚Decolonial Feminism‘, ‚Decolonizing Knowledge‘ und ‚Performing Knowledge‘. Im Rahmen der Angela Davis Gastprofessur für internationale Gender und Diversity Studies am Cornelia-Goethe-Zentrum der Goethe-Universität Frankfurt hielt sie 2024 mehrere Veranstaltungen zum Thema „the art of performing knowledge“.
In der Talkshow Insight Germany, präsentiert von der Deutschen Welle im Jahr 2013, erzählte Kilomba, wie schon frühe Erfahrungen von Rassismus im postfaschistischen Portugal der 1970er und 1980er Jahre ihre Wahrnehmung der Welt prägten. Die Bundeszentrale für politische Bildung schrieb 2009 über sie: „Ihr literarisches Werk verbindet postkolonialen Diskurs und lyrische Prosa auf den Spuren von Sklaverei, Kolonialismus und alltäglichem Rassismus.“
2023 erhielt sie einen Ehrendoktor der ISPA – Instituto Universitário, einer privaten Universität in Lissabon.

## Werk
Bekannt wurde Grada Kilomba durch ihr Buch Plantation Memories, einer Sammlung alltäglicher Rassismuserfahrungen in Form von psychoanalytischen Kurzgeschichten, die erstmals 2008 zum Internationalen Literaturfestival im Haus der Berliner Festspiele erschienen. Sie ist Mitherausgeberin von Mythen, Masken und Subjekte (2005), einer Anthologie zu kritischer Weißseinsforschung.
2013 wurde Plantation Memories von Kilomba zu einer Bühnenlesung im Berliner Theater Ballhaus Naunynstraße adaptiert. Das Theater schrieb über ihr Werk: „Mit ihrem Buch, Plantation Memories – Episodes of Everyday Racism, gelingt es Grada Kilomba durch ihre prägnante und tiefsinnige Sprache, die Konsequenzen rassistischer Gewalt und rassistischer Traumata offenzulegen.“ Ein Jahr später wurde die szenische Lesung im Haus der Berliner Festspiele gezeigt.
Kilomba befasst sich in jüngeren Arbeiten verstärkt mit der performativen Inszenierung theoretischer und politischer Texte, wozu auch der Film Conakry (2013) über den afrikanischen Freiheitskämpfer Amílcar Cabral zählt. Der Kurzfilm ist ein Projekt von Grada Kilomba, der Regisseurin Filipa César und der Radioredakteurin und Aktivistin Diana McCarty. Conakry wurde im Haus der Kulturen der Welt in Berlin umgesetzt und unter anderem im Art Tatler International, im Theater Arsenal in Berlin und in der Fundação Calouste Gulbenkian in Lissabon gezeigt.
Seit 2015 entwickelt Grada Kilomba das Projekt „Decolonizing Knowledge: Performing Knowledge“. Über ihre dazugehörige Lecture-Performance „Decolonizing Knowledge“ schreibt Kampnagel: „Grada Kilomba deckt in ihrer Lecture-Performance die Gewalt klassischer Wissensproduktion auf und fragt: Was wird als Wissen anerkannt? Um wessen Wissen handelt es sich dabei? Wer darf Wissen überhaupt produzieren? Kilomba berührt diese koloniale Wunde, durch die Eröffnung eines hybriden Raums, in dem die Grenzen zwischen akademischer und künstlerischer Sprache verschwimmen und die Strukturen von Wissen und Macht sich transformieren.“ Gezeigt wurde Decolonizing Knowledge u. a. an der Universität Amsterdam, der Universität Linköping (Schweden) sowie in der Wiener Secession. Das Projekt wird von experimentellen Videos wie While I Write (2015) begleitet, in denen Grada Kilomba der Funktion des Schreibens für postkoloniale Subjekte nachgeht. While I Write wurde 2015 in der Wiener Secession uraufgeführt.

## Publikationen
- Plantation Memories. Episodes of Everyday Racism. 3. Aufl. Münster, 2010. ISBN 978-3-89771-485-4.
- Die Farbe unseres Geschlechts. Gedanken über „Rasse“, Transgender und Marginalisierung. In: polymorph (Hrsg.): (K)ein Geschlecht oder viele? : Transgender in politischer Perspektive, Quer Verlag, Berlin, 2002. ISBN 978-3-89656-084-1.
- Die Kolonisierung des Selbst – der Platz des Schwarzen. In: Hito Steyerl/Encarnación Gutiérrez Rodríguez (Hrsg.): Spricht die Subalterne deutsch? Migration und postkoloniale Kritik, Unrast Verlag, Münster, 2003. ISBN 978-3-89771-425-0.
- „Don’t You Call Me Neger!“ Das N-Wort, Trauma und Rassismus. In: ADB & cyberNomads (Hrsg.): TheBlackBook. Deutschlands Häutungen. IKO Verlag, Frankfurt am Main & London, 2004. ISBN 978-3-88939-745-4.
- Rewriting the Black Body. In: Gudrun Perko und Leah C. Czollek (Hrsg.) Lust am Denken: Queeres jenseits kultureller Verortungen. Papyrossa Verlag, Köln, 2004. ISBN 978-3-89438-294-0.
- mit Maureen Maisha Eggers, Peggy Piesche und Susan Arndt (Hrsg.): Mythen, Masken und Subjekte – Kritische Weißseinsforschung in Deutschland. Unrast Verlag, Münster, 2005. ISBN 978-3-89771-440-3.
- Who can speak? Decolonizing Knowledge. In: The Editorial Group for Writing Insurgent Genealogies (Hrsg.), Utopia of Alliances, Conditions of Impossibilities and the Vocabulary of Decoloniality, Löcker Verlag, Wien, 2013. ISBN 978-3-85409-589-7.
- in: Corinne Kumar (Hg.): Asking, We Walk: The South As New Political Imaginary. Streelekha Publications, Bangalore, 2013. ISBN 81-904677-4-3.

## Filmographie
- 2011 White Charity von Carolin Philipp and Timo Kiesel
- 2013 Conakry mit Diana McCarty und Filipa César